# Adam Korwin-Sokołowski

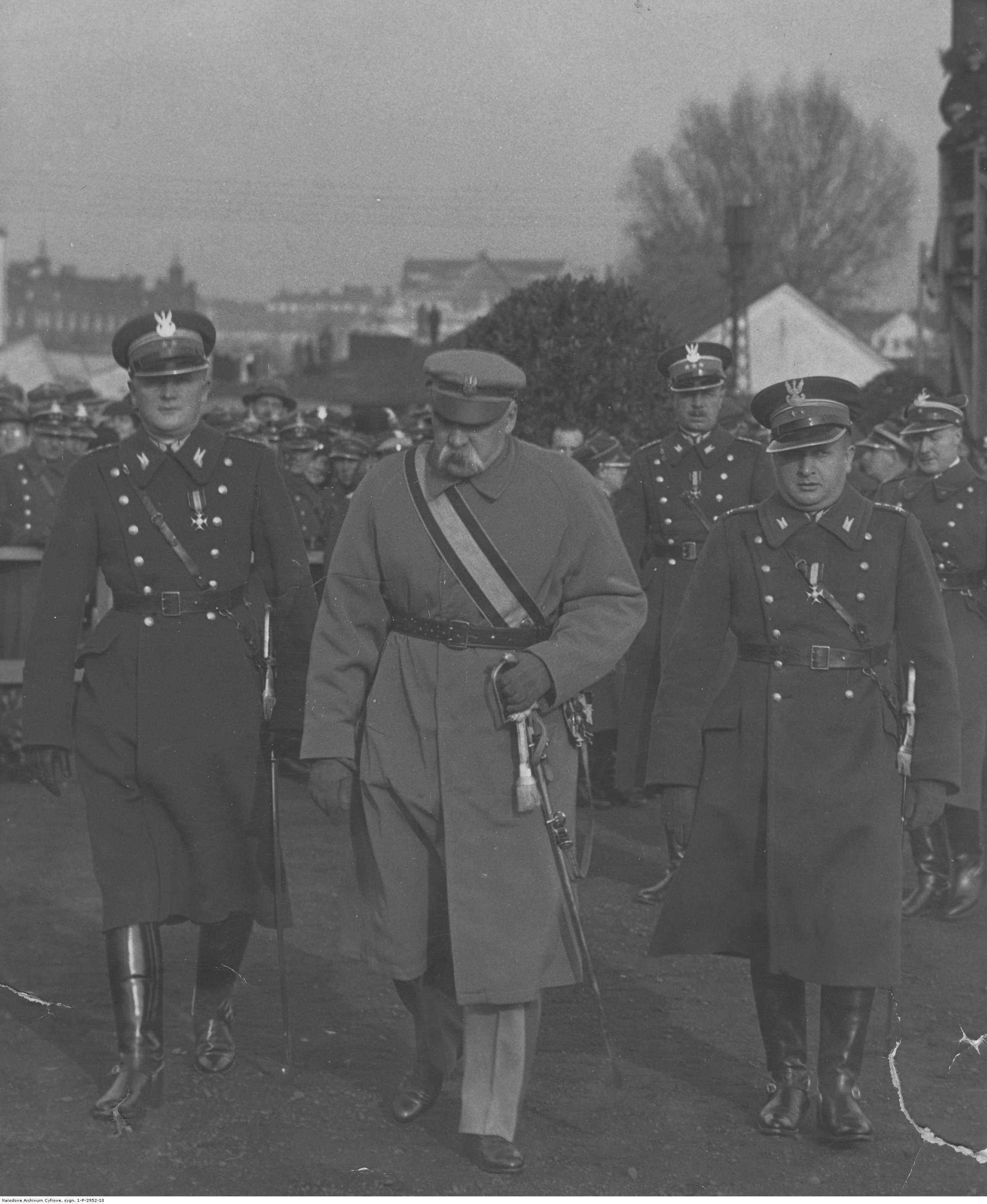
Obchody Święta Niepodległości w Warszawie w 1933 r. Marszałek Józef Piłsudski, ppłk Sokołowski, ppłk Busler

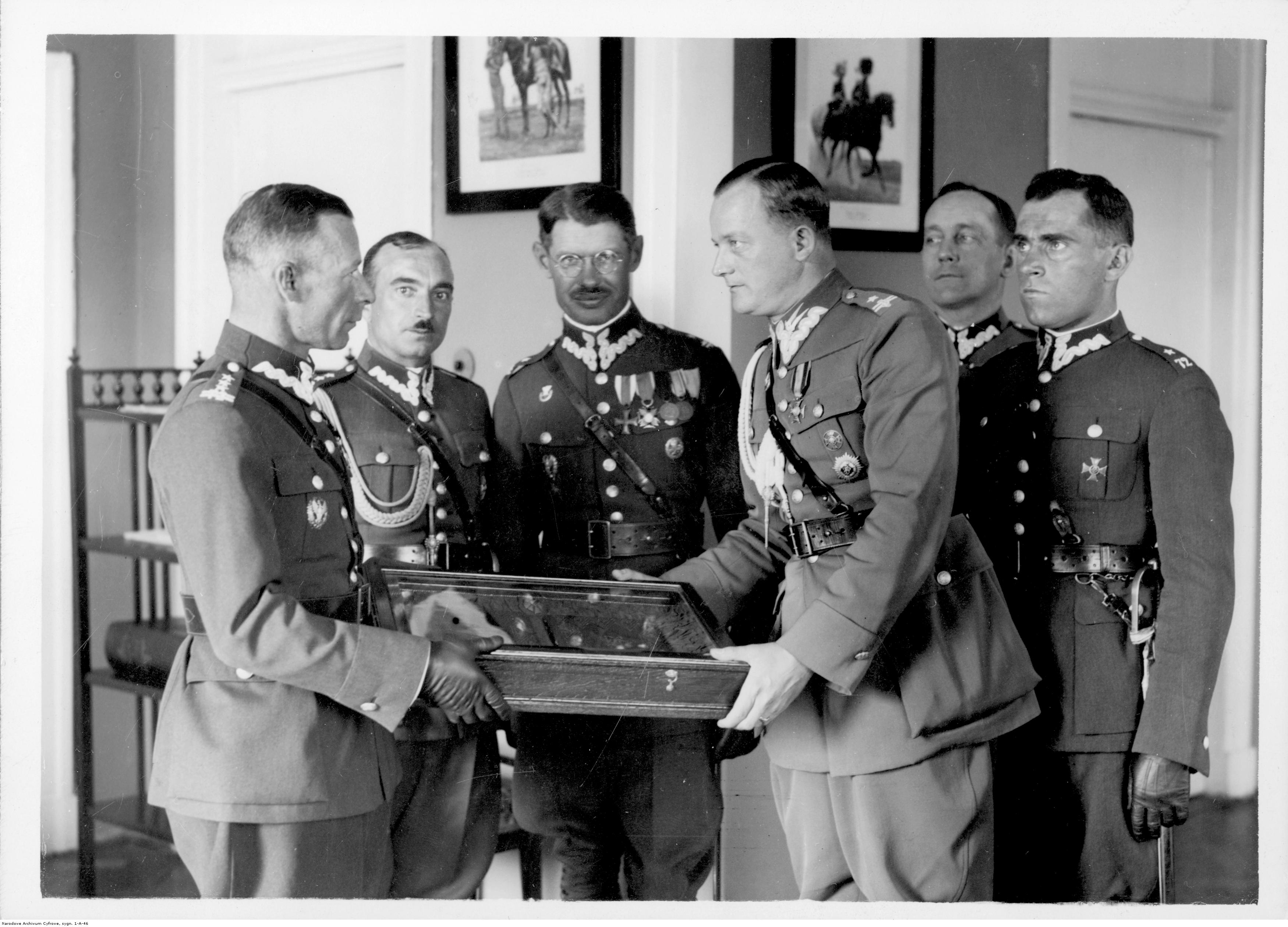
Major Adam Korwin-Sokołowski (trzeci od prawej), w imieniu marszałka Józefa Piłsudskiego, odbiera od płk Gwidona Kawińskiego odznakę pamiątkową i historię 72 pp. Trzeci od lewej stoi mjr dypl. piech. Aleksander Dmytrak. Warszawa 1932.

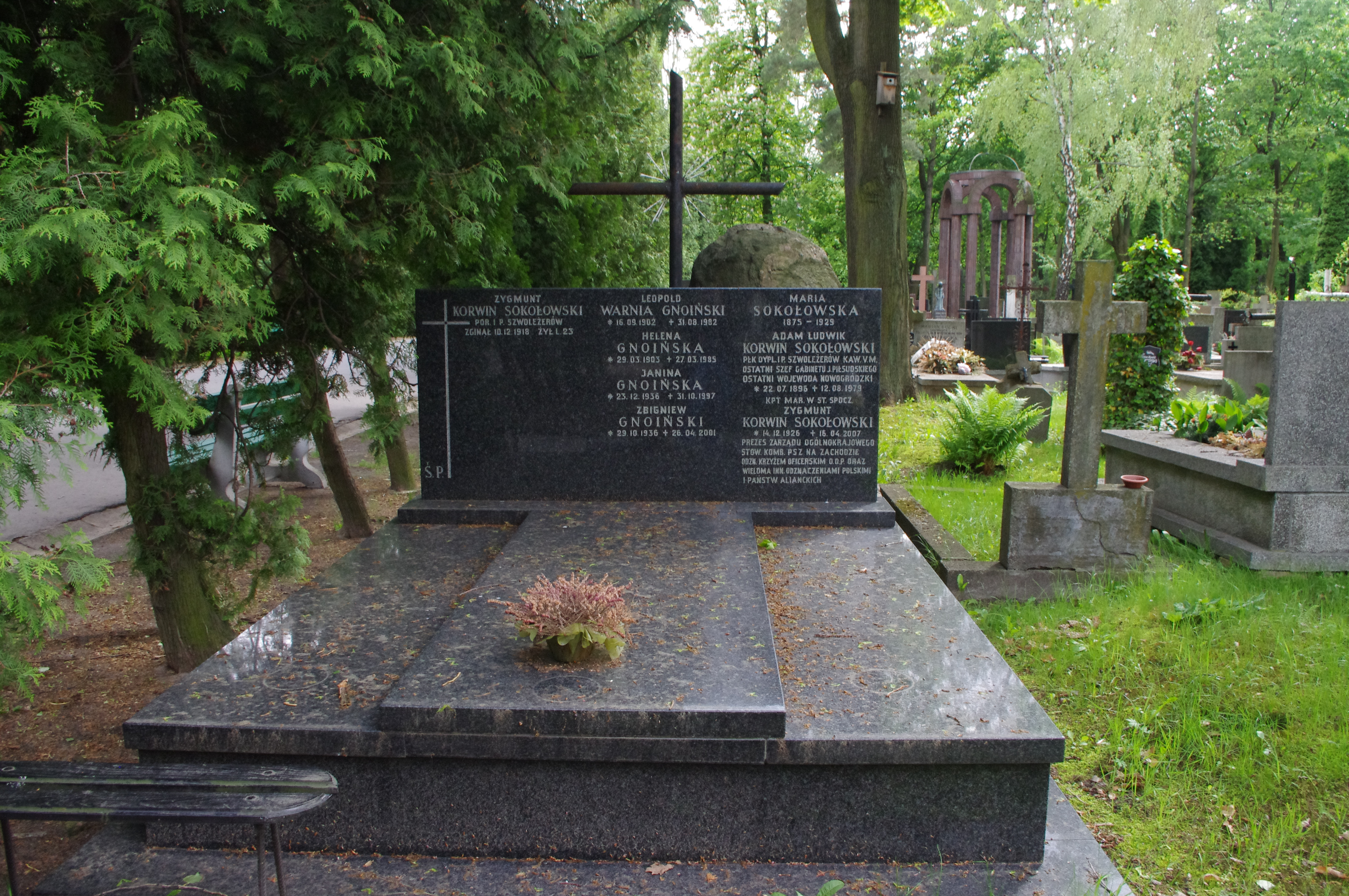
Grób wojewody nowogródzkiego Adama Korwin-Sokołowskiego i Zygmunta Korwin-Sokołowskiego – prezesa Zarządu Ogólnokrajowego Stow. Kombatantów PSZ na Zachodzie na Cmentarzu Wojskowym na Powązkach w Warszawie

Adam Ludwik Korwin-Sokołowski (ur. 22 lipca 1896 w Zachorzowie, zm. 12 sierpnia 1979 w Warszawie) – podpułkownik dyplomowany kawalerii Wojska Polskiego, kawaler Orderu Virtuti Militari, wojewoda nowogródzki.

## Życiorys
Syn Wincentego i Marii z d. Piaskowskiej. Był młodszym bratem Zygmunta Korwin-Sokołowskiego. Ukończył szkołę średnią w Warszawie. Przed I wojną światową członek „Zarzewia” i Związku Młodzieży Postępowo-Niepodległościowej. Od 1912 roku w Związku Walki Czynnej i Związku Strzeleckim.
Po wybuchu I wojny światowej żołnierz 1 pułku ułanów Legionów. W 1916 roku został ciężko ranny. Od 5 lutego do 31 marca 1917 roku był słuchaczem kawaleryjskiego kursu oficerskiego przy 1 pułku ułanów w Ostrołęce. Kurs ukończył z wynikiem dobrym. Posiadał wówczas stopień kaprala. Latem tego roku, po kryzysie przysięgowym, został internowany w obozach w Szczypiornie i Łomży. Po odzyskaniu niepodległości od listopada 1918 służył w odrodzonym Wojsku Polskim. Wraz z 1 pułkiem szwoleżerów brał udział w walkach wojny polsko-bolszewickiej.
Szczególnie zasłużył się w walce z kawalerią Budionnego pod Worotniowem, gdzie został ciężko ranny. 30 czerwca 1921 za tę postawę został odznaczony Orderem Virtuti Militari.
1 listopada 1924 został przydzielony z Kapituły Orderu Virtuti Militari do Wyższej Szkoły Wojennej w Warszawie, w charakterze słuchacza V Kursu Normalnego. 11 października 1926 roku, po ukończeniu kursu i otrzymaniu dyplomu naukowego oficera Sztabu Generalnego, został przydzielony do Departamentu II Kawalerii Ministerstwa Spraw Wojskowych w Warszawie. 18 lutego 1928 roku został awansowany na majora ze starszeństwem z dniem 1 stycznia 1928 roku i 25. lokatą w korpusie oficerów kawalerii. 24 lipca 1928 roku został przeniesiony do Gabinetu Generalnego Inspektora Sił Zbrojnych na stanowisko oficera do zleceń. 1 listopada 1929 roku został przeniesiony do Gabinetu Ministra Spraw Wojskowych na stanowisko oficera do zleceń Ministra Spraw Wojskowych. Od 26 sierpnia 1930 roku był szefem Gabinetu Ministra Spraw Wojskowych, marszałka Józefa Piłsudskiego. Obowiązki szefa gabinetu przyjął od podpułkownika dyplomowanego Józefa Becka. Pełniąc służbę w naczelnych władzach wojskowych, pozostawał oficerem nadetatowym 1 pułku szwoleżerów Józefa Piłsudskiego. 17 stycznia 1933 roku został awansowany do stopnia podpułkownika ze starszeństwem z dniem 1 stycznia 1933 roku i 11. lokatą w korpusie oficerów kawalerii.
W ramach akcji osadnictwa wojskowego otrzymał ziemie położone w powiecie grodzieńskim i powiecie brzeskim.
Od 17 grudnia 1935 roku do 17 września 1939 roku wojewoda nowogródzki. Po agresji ZSRR na Polskę internowany na Łotwie, zbiegł i przedostał się przez Szwecję do Francji, gdzie wstąpił do Wojska Polskiego we Francji. Skierowany do obozu odosobnienia w Cerizay. Od 1944 roku w Wojsku Polskim na Bliskim Wschodzie. Po wojnie na emigracji w Wielkiej Brytanii. 
W 1956 roku powrócił do kraju. Zmarł w Warszawie, został pochowany na Cmentarzu Wojskowym na Powązkach (kwatera A8-1-1/2).
Adam Korwin-Sokołowski opublikował książkę pt. Fragmenty wspomnień 1910–1945, którą w 1985 roku wydała w Paryżu oficyna Editions Spotkania (ISBN 2-86914-005-3).

## Życie prywatne
Żonaty z Zofią Zaborowską. Synowie: Józef Zygmunt (ppor. dywizjonu 300), Zygmunt Tadeusz (marynarz na ORP Garland).

## Ordery i odznaczenia
- Krzyż Srebrny Orderu Wojskowego Virtuti Militari nr 1854[2][16] (30 czerwca 1921)[4]
- Krzyż Niepodległości (20 stycznia 1931)[17]
- Krzyż Oficerski Orderu Odrodzenia Polski[16][2]
- Krzyż Walecznych (czterokrotnie)[16][2]
- Złoty Krzyż Zasługi (10 listopada 1928)[18]
- Srebrny Krzyż Zasługi (4 marca 1925)[19]
- Medal Pamiątkowy za Wojnę 1918–1921[16]
- Medal Dziesięciolecia Odzyskanej Niepodległości[16]
- Odznaka Pamiątkowa Generalnego Inspektora Sił Zbrojnych (12 maja 1936)
- Order Krzyża Orła II klasy (Estonia, 1935)[20]
- Order Krzyża Orła III klasy (Estonia, 1933)[16][21][22]
- Order Krzyża Białego III klasy (Estonia, 1934)[22]
- Komandor Orderu Wazów (Szwecja)[16][22]
- Komandor Orderu Gwiazdy Rumunii (Rumunia)[16][22]
- Komandor Orderu Trzech Gwiazd (Łotwa)[16].
- Komandor Orderu Świętego Sawy (Jugosławia)[22]
- Oficer Orderu Świętego Sawy (Jugosławia)[16]
- Oficer Orderu Legii Honorowej (Francja, 1932)[23][16][2]